# Artaxa
Artaxa é um gênero de traça pertencente à família Arctiidae.